# Cà kheo cổ đỏ
Cà kheo cổ đỏ (danh pháp khoa học: Recurvirostra novaehollandiae) là một loài chim thuộc họ Cà kheo bản địa Úc và khá phổ biến và phân bố khắp nơi ở Úc, trừ các khu vực bờ biển đông bắc và bắc của Úc. Nó có mỏ dài công và đầu đỏ. Nó được in trên tờ con tem bưu chính năm 1966.

## Hình ảnh

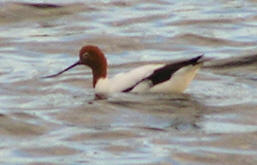
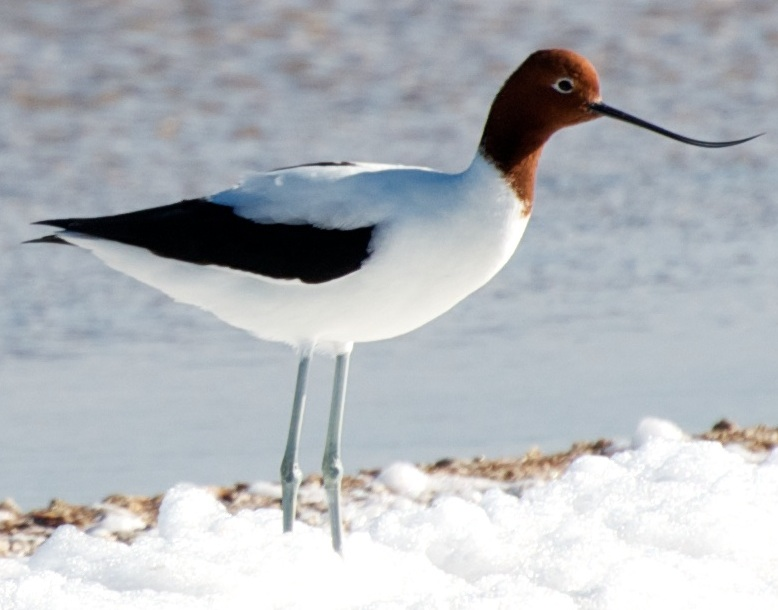
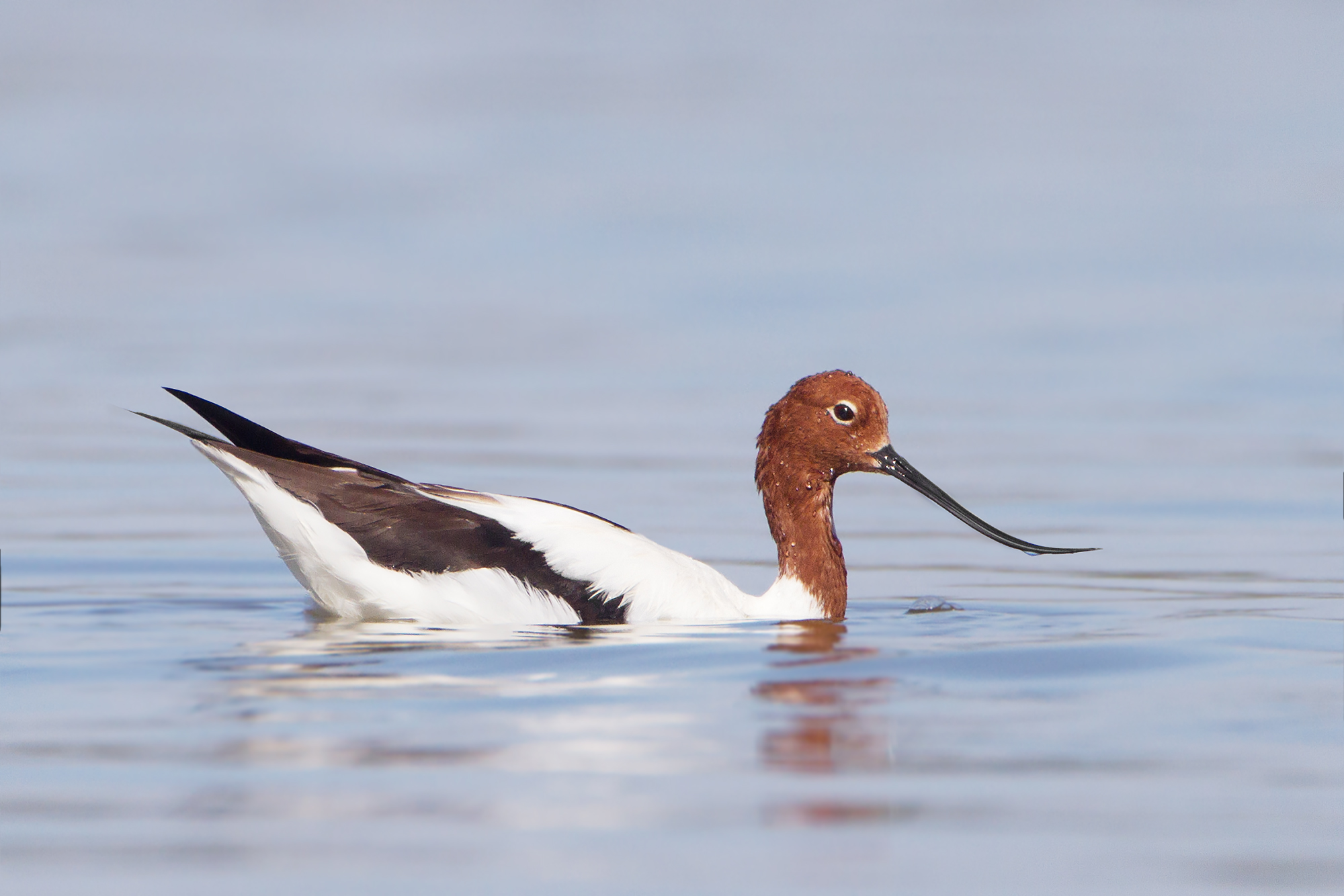